# Visconde de Leopoldina
Visconde de Leopoldina é um título nobiliárquico criado por D. Carlos I de Portugal, por Decreto de 19 de Setembro de 1890, em favor de Henry Lowndes, depois 1.º Conde de Leopoldina.
Titulares
1. Henry Lowndes, 1.º Visconde e 1.º Conde de Leopoldina.